# Зінченко Володимир Данилович
Володимир Данилович Зінченко (25 квітня 1948, село Роїще Чернігівської області) — український художник. Член НСХУ (1989).

## Освіта
Закінчив Харківський художньо-промисловий інститут (1976). Педагоги з фаху — А. Константинопольський, Й. Карась, О. Вяткін, В. Гонтаров.

## Творчість
Працює в галузі живопису, монументального мистецтва.
Основні твори:
- монументальний розпис «Ніч на Івана Купала» (1986),
- розпис «Поліський льон» актового залу ПТУ № 14, м. Чернігів (1989),
- «Тіні предків», вестибюль СШ, м. Чернігів (1993—1994),
- монументальний розпис «Княжа доба», м. Варва Чернігівської області. (1996),
- монументальний розпис «Гайдамаки», СШ, м. Ніжин (1996).

## Відзнаки
Заслужений діяч мистецтв України (1998).